# 希俄斯
希俄斯（希臘語：Χίος）是希腊北愛琴大區希俄斯专区的市镇，行政中心为希俄斯镇。市镇面积为842.5平方公里，2021年人口数量为50,361人。
希俄斯市镇包括整个希俄斯岛及其周边的多个小岛。现今的市镇是在2011年卡利克拉提斯改革中由原八个市镇合并而成，原市镇则成为现今市镇的市区。